# Виктор Понедељник
Виктор Владимирович Понедељник (рус. Ви́ктор Влади́мирович Понеде́льник; Ростов на Дону, 22. мај 1937 — Москва, 5. децембар 2020) био је совјетски фудбалер, који је играо на позицији нападача. У финалу Европског првенства 1960. постигао је победоносни гол против Југославије.

## Биографија
Виктор Понедељник је своју каријеру почео у родном Ростову на Дону, као кадет ростовске војне школе, у аматерском клубу Буревестинк. Године 1956. прелази у ростовски клуб Торпедо, који 1957. године мења назив у Ростселмаш. Три године касније прелази у СКА из Ростова на Дону, где дебитује у првенству СССР-а и постиже гол против ЦСКА Москве.
У репрезентацију је позван као играч Ростселмаша, тада екипе која је играла други ниво совјетског фудбала. За репрезентацију Совјетског Савеза је дебитовао 19. маја 1960. у победи против Пољске 7:1, где је постигао 3 гола. Позван је на Европско првенство 1960, где је Совјетски Савез играо финале. У финалу су против Југославије губили 1:0, а онда је Слава Метревели изједначио резултат на 1:1, па је утакмица отишла у продужетке. Понедељник је у 113. минуту утакмице постигао гол за 2:1, што се испоставило као победоносни гол за Совјетски Савез, који му је донео титулу првака Европе. Учествовао је и на Светском првенству 1962, где је постигао 2 гола, а Совјетски Савез је дошао до четвртфинала. На Европском првенству 1964. са Совјетским Савезом је опет дошао до финала, али се испречила домаћа екипа Шпаније, победивши 2:1.
Породица Понедељник је добила презиме након укидања кметства у Русији, тако што је припити службеник уместо презимена означио понедељак, као дан у недељи.

## Трофеји
Совјетски Савез
- Европско првенство: 1960